# Boops lineatus
Boops lineatus är en fiskart som först beskrevs av George Albert Boulenger 1892.  Boops lineatus ingår i släktet Boops och familjen havsrudefiskar. Inga underarter finns listade.